# Billy Sims
Billy Ray Sims (St. Louis, 18 settembre 1955) è un ex giocatore di football americano, di nazionalità statunitense, che ha giocato nel ruolo di running back per tutte le cinque stagioni della propria carriera con i Detroit Lions della National Football League (NFL). Fu la prima scelta assoluta del Draft NFL 1980 da parte Lions. Al college ha giocato a football all'Università dell'Oklahoma dove fu premiato come All-American e vinse l'Heisman Trophy, il massimo riconoscimento per un giocatore a livello universitario.

## Carriera professionistica

### Detroit Lions
Sims fu la prima scelta assoluta del Draft 1980. Egli trascorse solo cinque anni nella NFL con i Detroit Lions, venendo convocato per il Pro Bowl nel 1980, 1981 e 1982. Sims guidò Detroit ai playoff nel 1982 e 1983, venendo sconfitti entrambe le volte al primo turno. Il primo turno dei playoff del 1983 fu la gara più deludente. A Candlestick Park contro i San Francisco 49ers, Sims corse per 114 yard su 20 possessi ma Joe Montana guidò i 49ers a una vittoria in rimonta, col kicker dei Lions Eddie Murray che sbagliò un field goal negli ultimi istanti della gara.
La carriera di Sims terminò a metà della stagione 1984 quando subì un catastrofico infortunio al ginocchio in una gara contro i Minnesota Vikings. Sims terminò la sua breve carriera professionistica con 1.131 portate che fruttarono 5.106 yard (4.5 yard a possesso) e 186 ricezioni per 2.072 yard (11,1 yard a ricezione). Sims rimane una figura sportiva molto amata a Detroit. Il suo numero "20" sarebbe tornato ad essere utilizzato solo cinque anni dopo il suo ritiro da Barry Sanders ed è ufficialmente ritirato in onore del "Triumvirato" dei tre più grandi giocatori dei Lions dell'epoca moderna ad averlo indossato, in un gruppo che include anche il defensive back Hall of Famer Lem Barney.
A Sims fu affibbiato il soprannome di "Kung Fu Billy Sims" da Chris Berman di ESPN, dopo una gara in cui Detroit Lions giocarono contro gli Houston Oilers. Nelle immagini della partita, piuttosto di subire un tackle, Sims corse, saltò addosso e, mentre si trovava completamente in aria, colpì il difensore degli Oilers con un calcio alla testa.

## Palmarès
- (3) Pro Bowl (1980, 1981, 1982)
- First-team All-Pro (1981)
- Second-team All-Pro (1980)
- Miglior rookie offensivo della stagione (1980)
- Leader della NFL in touchdown su corsa (1980)
- PFWA All-Rookie Team - 1980
- Heisman Trophy (1978)

## Statistiche
|      | Corse         | Corse | Corse | Corse | Corse | Corse | Ricezioni | Ricezioni | Ricezioni | Ricezioni |
| Anno | Squadra       | Ten   | Yard  | Media | LP    | TD    | NO.       | Yard      | TD        |           |
| ---- | ------------- | ----- | ----- | ----- | ----- | ----- | --------- | --------- | --------- | --------- |
| 1980 | Detroit Lions | 313   | 1303  | 4.2   | 52    | 13    | 51        | 621       | 3         |           |
| 1981 | Detroit Lions | 296   | 1437  | 4.9   | 51    | 13    | 28        | 451       | 2         |           |
| 1982 | Detroit Lions | 172   | 639   | 3.7   | 29    | 4     | 34        | 342       | 0         |           |
| 1983 | Detroit Lions | 220   | 1040  | 4.7   | 41    | 7     | 42        | 419       | 0         |           |
| 1984 | Detroit Lions | 130   | 687   | 5.3   | 81    | 5     | 31        | 239       | 0         |           |

Fonte: